# Hagenthal-le-Haut
Hagenthal-le-Haut (in tedesco Oberhagenthal, in alsaziano Oberhàgethàl) è un comune francese di 613 abitanti situato nel dipartimento dell'Alto Reno nella regione del Grand Est.

## Società

### Evoluzione demografica
Abitanti censiti